# Лю Шуюнь
Лю Шую́нь (кит. трад. 劉書韻, упр. 刘书韵, пиньинь Liú Shūyùn, 12 октября 1980, Тайбэй) — тайваньская дзюдоистка средней весовой категории, выступала за сборную Китайского Тайбэя на всём протяжении 2000-х годов. Участница летних Олимпийских игр в Афинах, дважды бронзовая призёрша Азиатских игр, обладательница серебряной и бронзовой медалей чемпионатов Азии, призёрша многих турниров национального и международного значения.

## Биография
Лю Шуюнь родилась 12 октября 1980 года в Тайбэе. Впервые заявила о себе в сезоне 1996 года на юниорском чемпионате мира в Порту, где в полусреднем весе сумела дойти до стадии 1/8 финала. В 2001 году дебютировала на чемпионате мира в Мюнхене, в 1/16 финала проиграла испанке Сесилии Бланко.
Первого серьёзного успеха на взрослом международном уровне добилась в 2002 году, когда попала в основной состав тайваньской национальной сборной и побывала на Азиатских играх в Пусане, откуда привезла награду бронзового достоинства, выигранную в средней весовой категории — единственное поражение потерпела в полуфинале от китаянки Цинь Дунъя. Год спустя получила бронзу на чемпионате Азии в Чеджу и выступила на мировом первенстве в Осаке, где выбыла из борьбы за медали уже на стадии 1/32 финала.
На азиатском первенстве 2004 года в  Алма-Ате была пятой. Благодаря череде удачных выступлений Лю удостоилась права защищать честь страны на летних Олимпийских играх в Афинах — уже в стартовом поединке потерпела здесь поражение от бельгийки Катерин Жак и лишилась всяких шансов на медаль.
После афинской Олимпиады Лю Шуюнь осталась в основном составе дзюдоистской команды Тайваня и продолжила принимать участие в крупнейших международных турнирах. Так, в 2005 году она завоевала серебряную медаль на чемпионате Азии в Ташкенте, в решающем поединке проиграла японке Мине Ватанабэ. Кроме того, в этом сезоне боролась на чемпионате мира в Каире, но неудачно, выбыла из турнира на стадии 1/16 финала. Последний раз показала сколько-нибудь значимые результаты на международной арене в сезоне 2006 года, когда взяла бронзу на восточноазиатском чемпионате в Улан-Баторе и на Азиатских играх в Дохе — в четвертьфинале проиграла кореянке Пэ Ын Хе, но в утешительных поединках за третье место одолела Елену Проскуракову из Киргизии и Насибу Суркиеву из Туркмении. Вскоре по окончании этих соревнований приняла решение завершить профессиональную карьеру.